# Georges Tchegloff
Georges Tchegloff, né le 25 avril 1922 à Varna (Bulgarie) et mort le 10 mars 1997 à Périgueux, est un germaniste, professeur, écrivain et traducteur français. 
Après avoir été un des responsables de la direction générale des affaires culturelles du haut-commissariat de la république française en Allemagne (Mayence) à la fin des années 1940 et au début des années 1950, il a été directeur de plusieurs instituts français en Europe, notamment :
- l'Institut français d'Heidelberg (1962-1968) (?)[3]
- l'Institut français de Cracovie (1968-1974)
- l'Institut français de La Haye (1974-1979) (?)[4]

Georges Tchegloff a joué un rôle important dans le développement des échanges culturels et linguistiques entre la France et l'Allemagne tant par ses publications (livres, manuels, glossaires et articles) que par son engagement personnel. Ses publications ont eu un rôle précurseur dans le domaine de l'enseignement du français sur objectifs spécialisés.